# Jiří Anderle

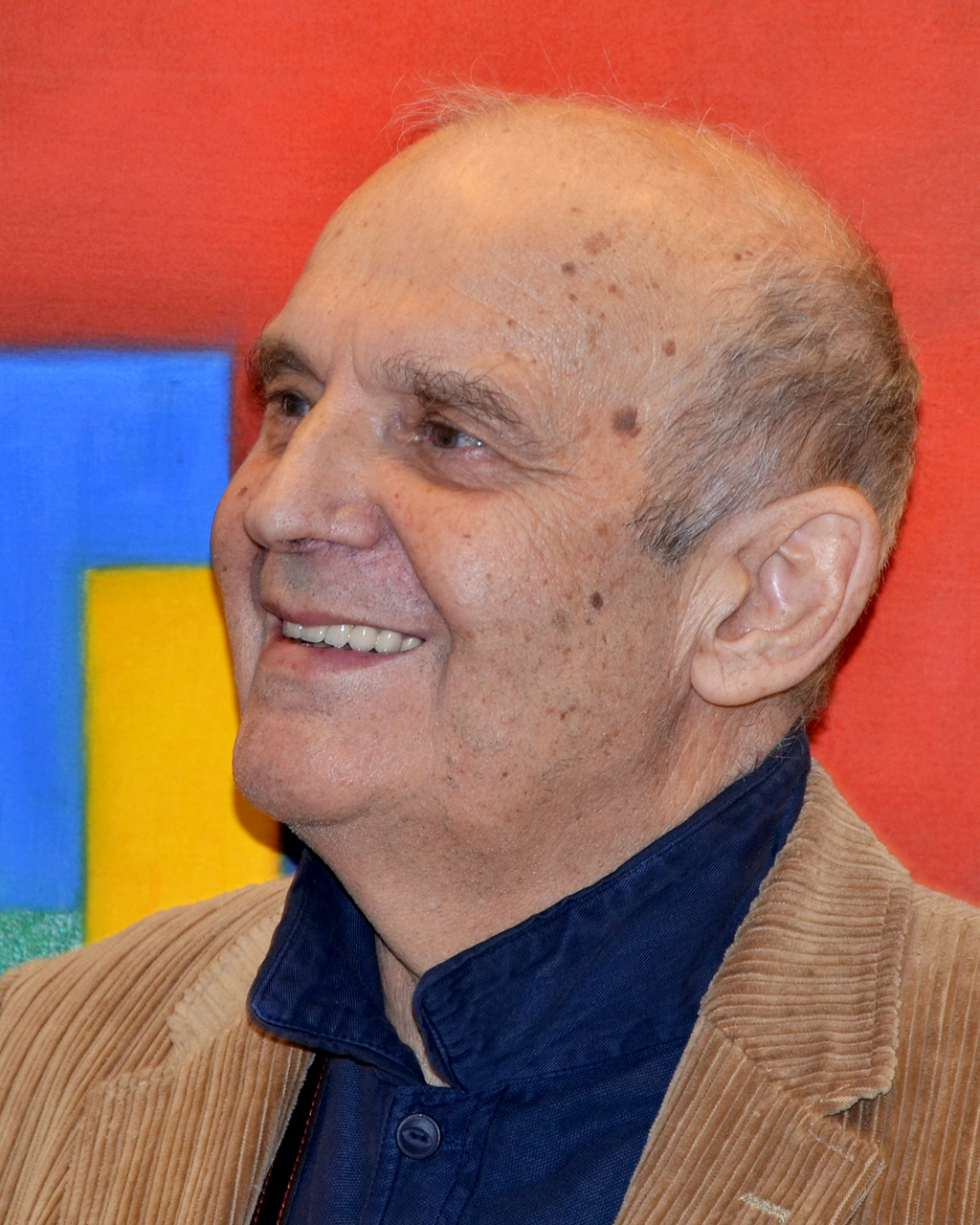
Jiří Anderle (2013)

Jiří Anderle (* 14. September 1936 in Pavlíkov) ist ein tschechischer Maler und Grafiker.

## Werdegang
Väterlicherseits ist er deutscher Abstammung.
Im Jahr 1961 machte Anderle seinen Abschluss an der Akademie der Bildenden Künste in Prag in Malerei bei Antonín Pelc (1895–1967) und Grafik bei Vladimír Silovský (1891–1974). In den Jahren 1969 bis 1973 arbeitete er als Assistent an der UIA bei Zdeněk Sklenář und Jiří Trnka.
In Dutzenden seiner Werke bringt Anderle die menschliche Existenzangst und allgemeine Zeitlosigkeit zum Ausdruck. In jüngerer Zeit hat sich sein Werk der Abstraktion angenähert.
Anderles Werke wurden in fast 100 Einzelausstellungen ausgestellt und sein Werk ist in etwa 40 Galerien und Museen vertreten, darunter im Metropolitan Museum of Art und im Pariser Centre Georges-Pompidou.